# Бонтани
Бонтани (пол. Bontani) — польский шляхетский герб.

## Описание
В голубом поле рука в белом рукаве, влево, держащая стрелу острием вверх; над локтем руки красный кавалерский крест, под локтем же золотой полумесяц рогами вправо. В навершии шлема пять страусовых перьев. Герб внесён в Гербовник дворянских родов Царства Польского, часть 1, стр. 87.

## Используют
Бонтани, предки которых издавна пользовались дворянскими правами и, на основании оных, не только владели землями, но и роднились с другими значительными в крае фамилиями. Формально однако возведены в дворянство Михаил и Казимир только в 1785 году, грамотою Короля Станислава Августа.